# Espoirs
Pour plus de détails, voir Fiche technique et Distribution.
Espoirs est un film français réalisé par Willy Rozier, tourné en 1940 et sorti en 1941.

## Fiche technique
- Titre : Espoirs
- Réalisation : Willy Rozier
- Scénario et dialogues : Willy Rozier, d'après le roman de Gottfried Keller, Roméo et Juliette au village (publié en 1856)
- Photographie : Marius Roger
- Montage : Willy Rozier
- Musique : Jean Yatove
- Son : Michel Picot
- Société de production : Sport-Films
- Pays de production :  France
- Format : Noir et blanc — 35 mm — 1,37:1 — Son : Mono
- Genre : Comédie dramatique
- Durée : 92 minutes (1 h 32)
- Date de sortie :
  - France : 1941
  - France : 9 juillet 1947
- Affiche : Claire Finel (France)

## Distribution
- Constant Rémy : Aubert
- Pierre Larquey : Martin
- Jacqueline Roman : Isabelle Aubert
- Robert Lynen : Pierre Martin
- Gaston Jacquet : Grigou
- Jean Brochard
- Marfa Dhervilly
- Cécile Didier
- Anthony Gildès
- Julien Maffre
- Jean Sinoël